# Ramdjan Abdoelrahman
Ramdjan Abdoelrahman (Meerzorg, 7 december 1935) is een Surinaamse-Nederlands filmregisseur, documentairemaker en scenarist.

## Levensloop
Abdoelrahmans ouders waren van Hindoestaanse afkomst en kwamen in 1912 aan in Suriname per boot vanuit India. Abdoelrahman werd in 1935 geboren op plantage Meerzorg, waar zijn vader werkzaam was als smid. In 1957 stuurde zijn vader hem naar Nederland voor een technische opleiding in Amsterdam, echter was film de passie van Abdoelrahman en volgde vanaf 1960 een opleiding cinematografie in Hilversum. In 1963 keerde hij terug naar Suriname en ging werken als regeringsvoorlichter en later bij de Surinaamse televisie stichting. In 1964 nam hij deel als cameraman aan de Amerikaanse documentaire "Operation Gwamba" over het Brokopondostuwmeer.
In 1972 begon Abdoelrahman met de opnames van de eerste Surinaamse speelfilm "Operation Makonaima", die pas in 1974 in première ging. Anders dan de Surinaamse film Wan Pipel uit 1976 van Pim de la Parra, waarin Nederlands en Sranantongo gesproken wordt, is deze film Engelstalig. In 1976 kwam de film 'The Obsessed one' uit. Deze kreeg als Blaxploitation horrorfilm een cultstatus in de Verenigde Staten. 
Na de onafhankelijkheid van Suriname in 1975, keerde hij terug naar Nederland, vanwege de angst om strubbelingen met andere bevolkingsgroepen als Creolen en de Afro-Surinamers. In 1985 richtte hij "Rahman Films International" op, waarmee hij voornamelijk documentaires produceerde. Hij heeft daarbij tot op heden circa 160 films, series en documentaires gemaakt en geproduceerd. In 2000 werd hij tot "ridder van Oranje Nassau" benoemd vanwege zijn artistieke diensten voor het vaderland. Abdoelrahman maakte de meeste films met Suriname als thema en heeft bijgedragen aan de vroege Surinaamse cinema.

## Filmgrafie (beknopt)
- Operation Makonaima (1974)
- De Laatste Kantraki (1988)
- Tembang Seratus - Levenslied in 100 verzen (1990)
- Meera Shyam Dulari (1996), mini-serie
- Land van Rama (2001), tv-serie
- De vergeten strijders van Oranje (2008)
- Het geheim van Mariënburg (2013)